# Zbrunatnienie przygniezdne jabłek

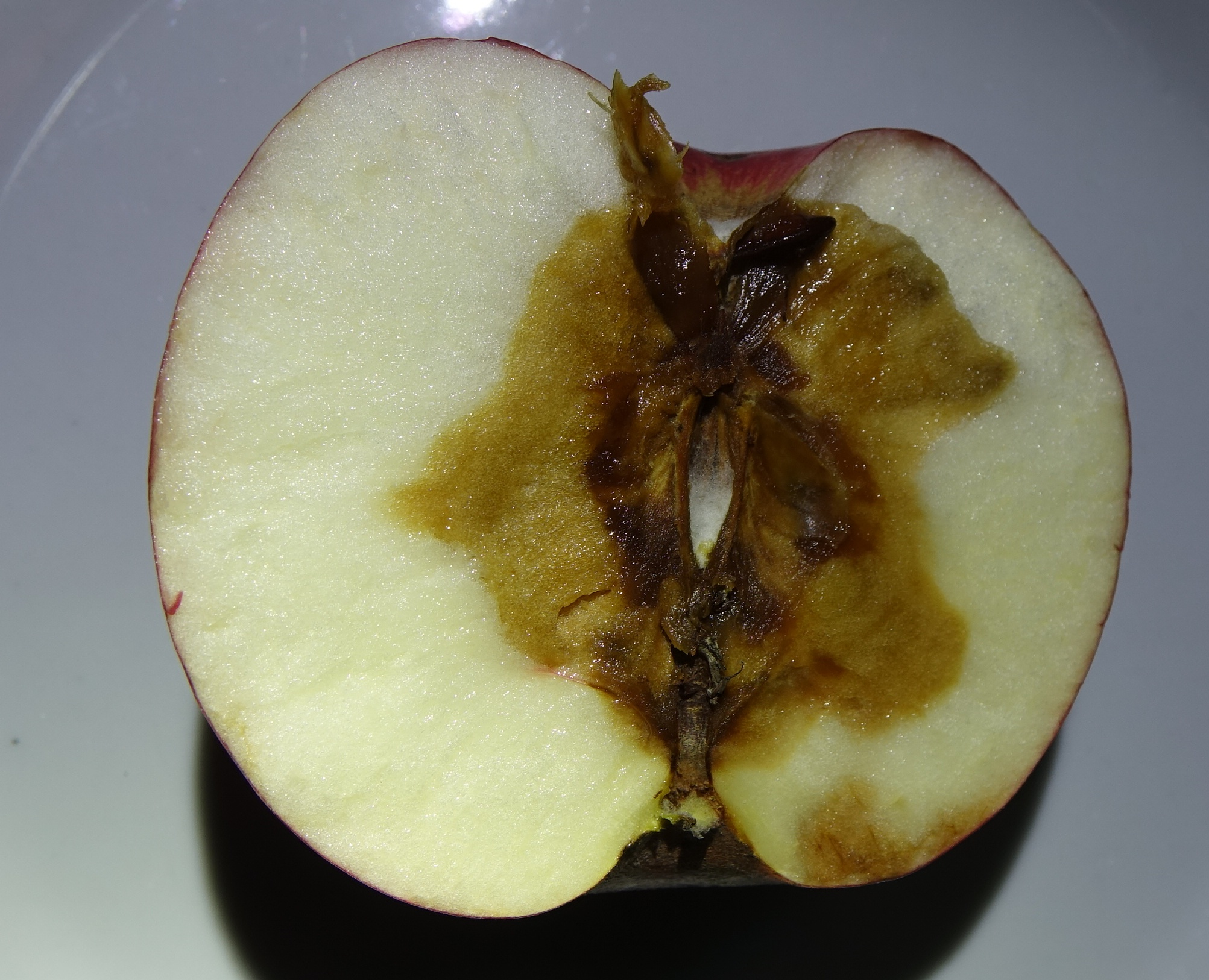

Zbrunatnienie przygniezdne jabłek – nieinfekcyjna choroba jabłek.
Chorobę powoduje nadmierne gromadzenie się dwutlenku węgla w tkankach owoców. Objawia się to brunatnieniem miąższu zaczynającym się wokół gniazd nasiennych i stopniowo rozszerzającym się. Zazwyczaj następuje to po 3–4 miesiącach ich przechowywania. Jabłka takie nie nadają się do jedzenia.
Rozwojowi choroby sprzyja zimne lato i następująca po nim ciepła jesień z niewielką ilością opadów. Do nasilenia choroby przyczynia się także inne czynniki: późny zbiór owoców, zbyt mała dawka nawozów fosforowych i długie przechowywanie, zbyt niska temperatura przechowalni (w okolicach 0 °C) i zbyt duże stężenie dwutlenku węgla w przechowalni. Można zapobiegać chorobie poprzez:
- zbiór owoców w odpowiednim terminie
- utrzymywanie w przechowalni niskiej zawartości dwutlenku węgla (poniżej 1,5%)
- unikanie długiego przechowywania owoców
- zapewnienie owocom w przechowalni niskiej temperatury, jednak nie niższej niż 1–2 °C[2].
- opryskiwanie jabłoni wapnem. Jedną z przyczyn choroby jest zbyt mała ilość wapnia. Opryskiwanie należy zacząć w połowie czerwca, gdy zawiązki owocowe mają wielkość orzecha włoskiego[3].

Objawy zbrunatnienia przygniezdnego jabłek są podobne do zbrązowienia wewnętrznego. Choroba pojawia się po dłuższym okresie przechowywania i często trudno jest ustalić jej przyczynę, często też występuje łącznie z innymi chorobami fizjologicznymi. Stąd też wskazane jest rejestrowanie historii jabłek trafiających do przechowalni: stopnia ich dojrzałości, warunków panujących w okresie zbioru i przed zbiorem, temperatury owoców i powietrza w przechowalni oraz tempa schładzania i składu gazowego.